# 恆河運河

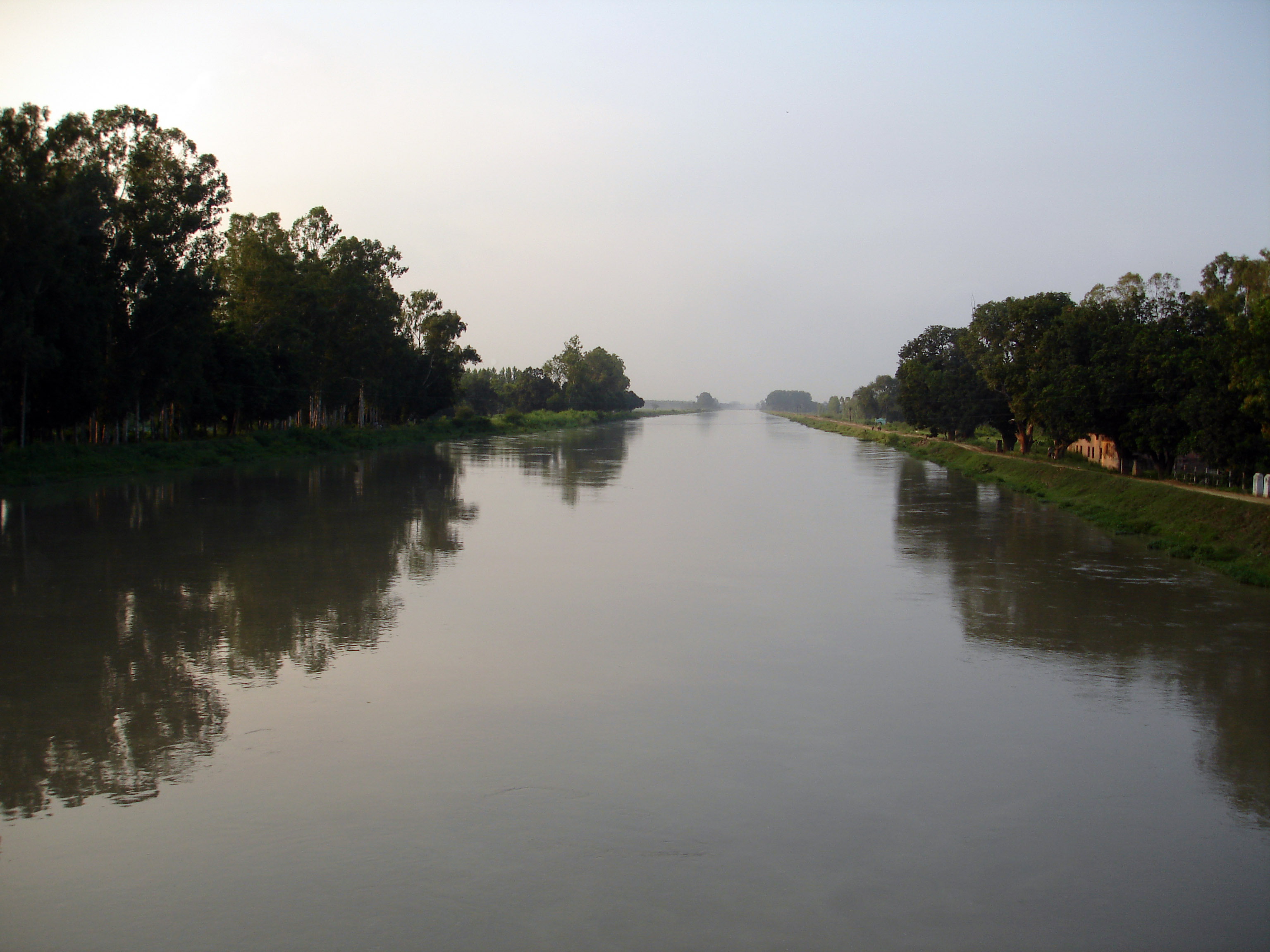
恆河運河

恆河運河（Ganges Canal），是恆河流域的一套運河系流，用來灌溉恆河及其最大支流亞穆納河之間的狹長平原。
運河主要用途為灌溉，但有些河段也用於航行，以運送本身所需的建築材料。不同河段之間築有水閘，以利船隻得以通過落差。最早興建於1842年至1852年，當時的源頭流量為6,000 ft³/s。其後「上恆河運河」逐漸擴展規模，如今源頭流量已達10,500 ft³/s (295 m³/s)。整套系統由272英里長的主線及大約4,000英里長的支線所組成，灌溉大約9,000平方公里的肥沃農地，跨及北阿坎德邦及北方邦的十個縣。如今這套運河系統仍然是這兩邦繁榮的重要原因，而邦的灌溉管理單位透過向使用者收費的方式來維護運河。
運河沿岸建有一些小型的水力發電廠，最大負載達33MW，分別位於尼爾加吉尼（Nirgajini）、奇陶拉（ Chitaura）、沙拉瓦（Salawa）、波拉（Bhola）、賈尼（Jani）、Jauli（喬黎）及達斯納（Dasna）等地。